# Dan Bull

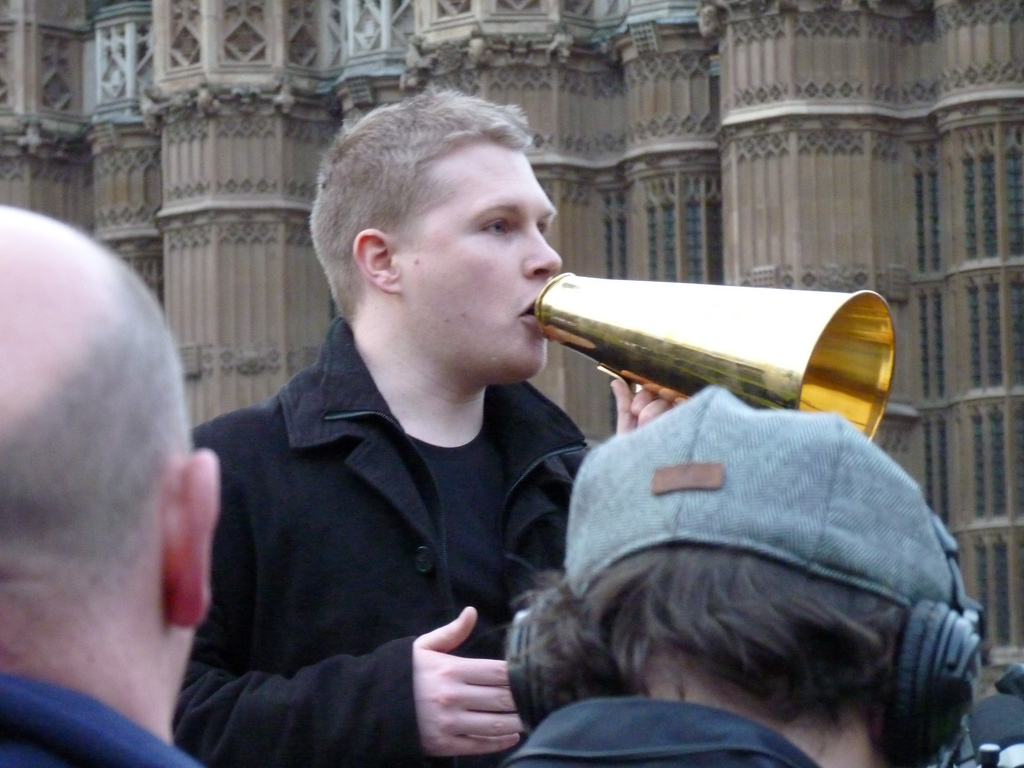
Dan Bull auf einer Demonstration in London (2010)

Daniel „Dan“ Bull (* 27. März 1986 in Bromsgrove, Worcestershire) ist ein britischer Rapper und Webvideoproduzent für YouTube.

## Musik und Merkmale
Bekannte Merkmale seiner Texte sind oft politische oder gesellschaftliche Themen, wie die Schließung von Megaupload am 19. Januar 2012 oder der am 26. Oktober 2011 vorgelegte Gesetzesentwurf SOPA. Meist erscheinen zu den veröffentlichten Songs ebenfalls von Dan Bull produzierte Videos auf seinem YouTube-Kanal, den bereits mehr als 2,32 Millionen Nutzer abonniert haben. Seine Videos wurden insgesamt bereits über 190 Millionen Mal angesehen (Stand Februar 2016).
Dan Bull gibt auf seiner Facebook-Seite selbst unter anderem die Genres Hip-Hop, Electro und Indie als favorisierte Musikrichtung an.
Ende April 2012 begann Dan Bull, Videos zu Autismus zu veröffentlichen. In einem Kommentar auf YouTube erklärt er, dass bei ihm bereits im Kindesalter das Asperger-Syndrom diagnostiziert wurde:
„To answer – I was diagnosed with Asperger Syndrome as a young boy after my teachers/parents/doctors noticed symptomatic behaviour. It is a high functioning autistic spectrum disorder. My particular flavour means that I am very good with words … and I have a fricking medical diagnosis to prove it“.

## Konflikt mit GEMA
Als Dan Bull sein Album Face in einzelnen Videos auf der Videoplattform YouTube veröffentlichte, sperrte die GEMA einige Lieder in Deutschland, woraufhin Dan Bull mit einer E-Mail bei den Verantwortlichen nachfragte, weshalb seine selbstgeschriebenen Lieder nicht in Deutschland zugelassen werden. Nach einem kurzen Schriftverkehr sind wieder alle 12 Lieder von Face in Deutschland verfügbar – was Dan Bulls Meinung über die GEMA aber nicht verbessert hat.

## Videospiele
Im Gegensatz zu den meist sehr ernst gehaltenen Songs schreibt Dan Bull zudem laufend Lieder über Videospiele. In den dafür produzierten Videos werden wie bei seinem Modern Warfare Epic Rap-Sequenzen aus Gameplay Trailern oder selbst aufgezeichneten Multiplayer-Partien gezeigt. Dan Bull hat unter anderem noch Lieder über Videospiele wie Mass Effect, Assassin’s Creed, Grand Theft Auto, Skyrim und Minecraft geschrieben, wovon sein Minecraft Creeper Rap das derzeit erfolgreichste Lied mit über 133.000.000 Aufrufen ist (Stand März 2025).

## Diskografie

### Alben
- Safe (2009)
- Face (2011)
- The Garden (2014)

Laut Dan Bull gibt es von seinem Album Face nur eine CD-Version, die er für 1.000.000 Pfund verkaufen würde, er würde aber eher zum Kauf einer digitalen Version raten, um Geld zu sparen.
„Want the CD version? I have news for you. There’s only one copy of the CD in existence, and I’m selling it for £1,000,000. That’s right – I’m compensating for an age without scarcity by artificially inducing some scarcity of my own. Seriously, I’m selling this disc for £1,000,000. Take it or leave it. Serious offers welcome … God, I’ve just realised something. Buy the digital version instead of the CD copy, and you’ll be saving about £999,995! How can you possibly turn down an offer like that?“
Im April 2016 bot Dan Bull schließlich die signierte CD während eines bündelweisen Verkaufs seiner Werke an die Person mit der höchsten Kaufsumme an.

#### Lieder ab 2.500.000 Aufrufen
- Minecraft Creeper Rap
- Minecraft Creeper Rap Remix
- Skyrim Epic Rap
- Dishonored Rap
- Assassin’s Creed Epic Rap
- 40 years of gaming
- Assassin’s Creed 3 Rap
- Borderlands 2 Rap
- Bioshock Infinite Rap
- GTA V Epic Rap
- Minecraft Epic Rap
- Assassin’s Creed: Unity Rap
- Assassin’s Creed IV Rap
- Dawnguard: Skyrim Rap
- Counter-Strike Rap Battle
- Halo 4 Epic Rap
- Destiny Epic Rap
- Fallout 4 Special Rap
- Civilization Epic Rap
- Battlefield 4 Rap
- Rainbow Six Siege Rap
- Kicky Kicky Flow
- I’m a Zombie (Zombie Rap)
- Boom Boom Boom (Creeper Rap)
- Zombiepigman Rap
- Skeleton Rap
- Slime Rap
- Minecraft Bees Rap